# Салганик Хем Єлізарович
Салганик Хем Єлізарович — радянський і український сценарист. Заслужений працівник культури УРСР (1984). Лауреат Державної премії УРСР ім. Т. Г. Шевченка (1989). Кавалер ордена «За заслуги» III ст. (2003).

## Біографія
Народився 4 червня 1923 року у Василькові Київської області. Закінчив Київський педагогічний інститут (1952) та Всесоюзний державний інститут культури (1966). 
Працював редактором на студії «Укртелефільм». Співавтор сценаріїв документальних телефільмів: «Чорнобиль: Два кольори часу» (1986–1988, у співавт. з О. Мужуком; Державна премія УРСР ім. Т. Г. Шевченка, 1989), «Пробудження» (1992), «Не хочу згадувати» («Чорнобиль—96», 1996), «Заручники свободи» (1997, 17 с), «Чорнобиль.3828» (2011). 
Був членом Національної Спілки кінематографістів України.